# Isa Ibaibarriaga
Isa Ibaibarriaga, nombre artístico de Isabel Calvo García, (Zaragoza, 1990) es una autora de cómics e ilustradora española.

## Trayectoria
Estudio en la Escuela de Arte de Zaragoza y es ilustradora, historietista y tatuadora. Ha colaborado en varias revistas y publicaciones como Los Diletantes o Proyecto Kahlo, además de en medios de comunicación como ElDiario.es.
En 2013, con una historia de terror de atmósfera opresiva, consiguió el primer premio del III Concurso de Thermozero Cómics, que busca descubrir nuevos talentos del cómic aragonés. Su creación fue publicada en el número 5 de Thermozero Cómics.
Al año siguiente, en 2014, Ibaibarriaga colaboró en el Salón del Cómic Social de Santa Coloma de Gramanet. Como parte de la Asociación de Autoras de Cómic de España y el Colectivo Wombastic montaron una exposición de viñetas en protesta a la Reforma de la ley de 2010 por el gobierno popular de Mariano Rajoy impulsada por el entonces Ministro de Justicia Alberto Ruiz Gallardón. Participó junto a artistas como Bea Tormo, Cinta Villalobos, Iribu, Nuppita Pitman, Paula Bonet, Raquel Gu, Saf, Susanna Martín, Vireta y Zuriñe Aguirre, entre otras.
En 2015, Ibaibarriaga lanzó su primera publicación larga titulada Gummy Girl dentro de la colección Thermozero de GP ediciones, donde usa el bolígrafo Bic, en bitono azul y rosa construyendo un relato de terror adolescente.

## Reconocimientos
En 2011, Ibaibarriaga ganó con 21 años el III Concurso de Thermozero Cómics. Cuatro años después, en 2015, con su primer cómic largo titulado Gummy Girl, recibió el premio al mejor Cómic Aragonés y mejor portada en los premios TRAN, premio que volvió a ganar en 2018 por la portada de la revista Los Diletantes.

## Obra
- 2015 – Gummy Girl. GP ediciones. ISBN 978-8-494-23494-1.

### Colaboraciones
- 2014 – Thermozero cómics de la Asociación Thermozero (número 6)
- 2016 – Thermozero de GP ediciones (número 1)
- 2017 – Los Diletantes (número 5)
- 2017 – Cuadernos de ElDiario.es (número 17)
- 2018 – Nietos de Crumb de Hijos de Crumb (número 1)
- 2019 – Proezas Fanzine (número 9)